# Lorenzo Bellini

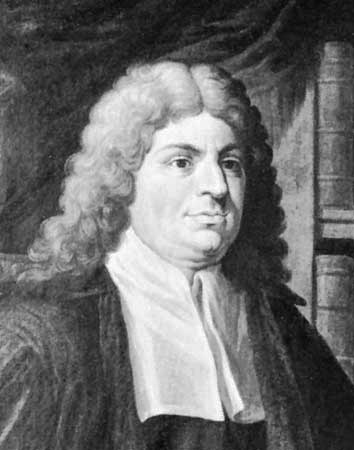
Lorenzo Bellini

Lorenzo Bellini, född den 3 september 1643, död den 8 januari 1704, var en italiensk anatom.

Opuscula, 1695

Bellini studerade i Pisa, och utgav redan vid 19 års ålder sina studier över njurens byggnad och funktion, ett arbete som väckte stor uppmärksamhet och som sedan utgetts i flera upplagor. I detsamma kunde han visa, att njurvävnaden var sammansatt av en mängd kanaler. Vid 20 års ålder blev han professor i Pisa, där han verkade i 30 år. Han slog sig därefter ned som praktiserande läkare i Florens där han dog. Bellini utgav även uppmärksammade arbeten om smaken och om åderlåtning.